# Einstein en la playa
Einstein en la playa (título original en inglés: Einstein on the Beach) es una ópera que se estrenó el 25 de julio de 1976 en el Festival de Aviñón en Francia, con música y texto de Philip Glass y diseñada y dirigida por el productor teatral Robert Wilson. También contiene escritos de Christopher Knowles, Samuel M. Johnson y Lucinda Childs. Glass describe Einstein on the Beach como una "Ópera en cuatro actos para conjunto, coro y solistas".
Esta es la primera y más larga partitura de Glass para ópera, de aproximadamente cinco horas (un poco menos de tres horas y media en un CD) sin interrupciones. Dada la extensión de la ópera, el público es libre de entrar y salir a voluntad.
La partitura de Einstein on the Beach se convirtió en la primera de una trilogía vagamente relacionada temáticamente, seguida por Satyagraha (1980) y Akhnaten (1983). Estas tres óperas fueron descritas por Glass como óperas "retrato" que describen a hombres cuya visión personal transformó el pensamiento de su época a través del poder de las ideas más que por la fuerza militar.

## Composición e historia de la representación
Glass y Wilson se encontraron por primera vez para discutir la perspectiva de un trabajo en colaboración, y se decidieron por una ópera que tuviera entre cuatro y cinco horas de duración basada en un personaje histórico. Wilson al principio sugirió Charlie Chaplin o Adolf Hitler, lo que rechazó Glass abiertamente, mientras que Glass propuso a Mahatma Gandhi (más tarde la figura central de su ópera Satyagraha). Albert Einstein fue la solución de compromiso a la que llegaron.
Einstein on the Beach se estrenó el 25 de julio de 1976 en el Festival de Aviñón en Francia, interpretada por el Philip Glass Ensemble. La ópera también se representó aquel verano en Hamburgo, París, Belgrado, Venecia, Bruselas, Róterdam. En noviembre de 1976, Einstein se estrenó en el Metropolitan de Nueva York.
La Academia de Música de Brooklyn después montó la ópera en 1984. Un documental de una hora de duración sobre esta producción apareció en la televisión pública, titulado "Einstein on the Beach: The Changing Image of Opera".
En 1988, el director de ópera Achim Freyer (que había representado el estreno mundial de la ópera de Glass Akhnaten en Stuttgart en 1984) diseñó y representó una versión reelaborada en un estilo muy abstracto, con nuevos textos hablados de principios del siglo XX, en el teatro de la Ópera Estatal de Stuttgart, Alemania. Como ocurrió con el estreno, esta versión también fue dirigida por Michael Riesman.
En 1992 se repuso por International Production Associates incluyendo la participación de Wilson, Glass y Childs. La producción se repuso en el teatro McCarter en la Universidad de Princeton. Luego se fue de gira por Fráncfort, Melbourne, Barcelona, Madrid, Tokìo, Brooklyn (BAM) y París.
Una reposición con la participación de todos los colaboradores originales fue encargada por la New York City Opera para abrir su temporada 2009/2010. Cuando el mánager general Gerard Mortier se retiró de la NYCO, la reposición, junto con el resto de la programación de Mortier, se canceló. Esta reposición también fue apoyada por Chatalet, Het Muziektheater y la English National Opera. 
El equipo que había organizado la producción de la New York City Opera ha reunido otro grupo de apoyo a la representación y se prevé presentarla en la Universidad de Míchigan en Ann Arbor en enero de 2012.
Esta ópera rara vez se representa en la actualidad; en las estadísticas de Operabase aparece con solo 1 representación para el período 2005-2010.

## Argumento
Desde el principio de la colaboración entre Glass y Wilson, insistieron en representar el icono puramente como una figura histórica, con ausencia de un guion relacionado con la imagen. Incorporaron símbolos de la vida de Einstein dentro del escenario de la ópera,personajes y música, e intencionadamente no le dieron a la ópera una trama específica. La ópera está formada por nueve escenas de 20 minutos cada una, separadas por "Knee Plays". Cinco "Knee Plays" enmarcan la estructura de la ópera y aparecen entre los actos, mientras que también funcionan como escena de cierre y apertura. Glass define un "Knee Play" como un interludio entre actos y la palabra knee (rodilla en inglés) se refiere a la función de unión que desempeñan las rodillas humanas.

## Estructura
La obra se estructura de la manera siguiente:
- Knee 1
- Train 1
- Trial 1
  - Entrance
  - "Mr. Bojangles"
  - "All Men Are Equal"
- Knee 2
- Dance 1
- Night Train
- Knee 3
- Trial 2/Prison
  - "Prematurely Air-Conditioned Supermarket"
  - Ensemble
  - I Feel the Earth Move
- Dance 2
- Knee 4
- Building
- Bed
  - Cadenza
  - Prelude
  - Aria
- Spaceship
- Knee 5

## Grabaciones completas
Dos interpretaciones "completas" de la ópera se han lanzado en disco, la primera en 1979 en Tomato Records (y más tarde CBS Masterworks, hoy Sony Classical), la segunda en 1993 en Nonesuch Records. El primer lanzamiento fue abreviado a 160 minutos para que encajara en cuatro discos. El segundo se alargó a 190 minutos debido a la capacidad tecnológica del disco compacto. Señaladamente, las partes habladas de la grabación de 1993 son interpretadas por los actores originales con la excepción de Samuel M. Johnson, quien fue reemplazado por Jasper McGruder. Además, el papel de "The Boy" en la grabación de 1993 fue interpretada por Jeremy Montemarano. Todos los papeles hablados grabados en este caso fueron los mismos actores que salieron de gira en el año 1992.
Existe una versión en DVD y Blu-ray registrada en enero de 2014 en el Théâtre du Châtelet de Paris.